# زيفكو جيليف
زيفكو جيليف (بالبلغارية: Живко Желев)‏ هو لاعب كرة قدم بلغاري في مركز الدفاع، ولد في 23 يوليو 1979 في ستارا زاغورا في بلغاريا. شارك مع منتخب بلغاريا تحت 21 سنة لكرة القدم ومنتخب بلغاريا لكرة القدم. أما مع النوادي، فقد لعب مع ستيوا بوخارست وسلافيا صوفيا ونادي أوتسيلول غالاتسي ونادي بيروي ستارا زاغورا ونادي كشله ونادي ليتكس لوفتش.

## وصلات خارجية
- زيفكو جيليف على موقع قاعدة بيانات كرة القدم.إي يو (الإنجليزية)
- زيفكو جيليف على موقع ناشيونال فوتبول تيمز (الإنجليزية)
- زيفكو جيليف على موقع Soccerway.com (الإنجليزية)